# 安纳托利亚历史
安纳托利亚历史可以粗略得分为史前、古代近东（铜器时代和铁器时代早期）、古典安纳托利亚、古希腊安纳托利亚、拜占庭安纳托利亚以及之后13-14世纪开始的奥斯曼安纳托利亚。

## 史前
在Gediz河旁发现了100万年前的石器工具

## 青铜时期

### 早铜器时代
安纳托利亚保持着史前状态，直到公元前24世纪，受到由萨尔贡一世统治的阿卡德帝国的外围影响。

### 中铜器时代
随着中青铜时期的结束，赫梯开始出现。在哈图西里一世时期其征服了哈图沙。

### 后铜器时代
赫梯帝国在公元前14世纪达到顶峰，包括安纳托利亚中部、叙利亚西北部和上美索不达米亚。

### 铁器时代
在公元前2千年，铜器时代结束。安纳托利亚的西海岸被希腊愛奧尼亞人占据。

### 吕底亚王国
呂底亞在公元前687年称为Maeonia，在安纳托利亚西部的历史上占据一大部分。第一个王朝是Atyad王朝，最初在公元前1300年出现。

## 古典时期
公元前550年，存在了一百多年的米底王国被波斯人的叛乱所灭亡。
由居鲁士一世建立的阿契美尼德王朝，在大流士一世统治下继续向外扩张。
公元前336年，马其顿国王腓力遇刺。其儿子成为新的统治者。他立即展开行动，建立了一支强大的军队来对抗波斯。公元前334年，他在安纳托利亚海岸，加里波利半島附近的Sestos登陆。
公元前323年，亚历山大突然去世，留下了马其顿帝国的权利真空。塞琉古一世在12年（公元前299 -287年）的时间里首先建造一个都城——安条克，这个是以他的父亲安条克的名字命名。
在第二次布匿战争中，罗马在西班牙、非洲和意大利遭受了困难，由于著名的迦太基将军汉尼拔令人印象深刻的战略。在公元前215年汉尼拔与马其顿的菲利普五世结盟后，罗马用一支小型的海军力量与埃托利亚同盟合作，帮助抵御东部的汉尼拔，并阻止马其顿在西方安纳托利亚的扩张。

## 拜占庭安纳托利亚
罗马帝国的持续不稳定逐渐使它变得越来越难以控制。公元330年，崛起中的皇帝君士坦丁大帝做出了一个大胆的决定，自己将从罗马搬到一个新的首都。它坐落在拜占庭的旧城，改称为君士坦丁堡。君士坦丁堡进行了加强和改善，以确保对整个地区进行充分的防卫。

## 塞尔柱突厥人和安纳托利亚侯国

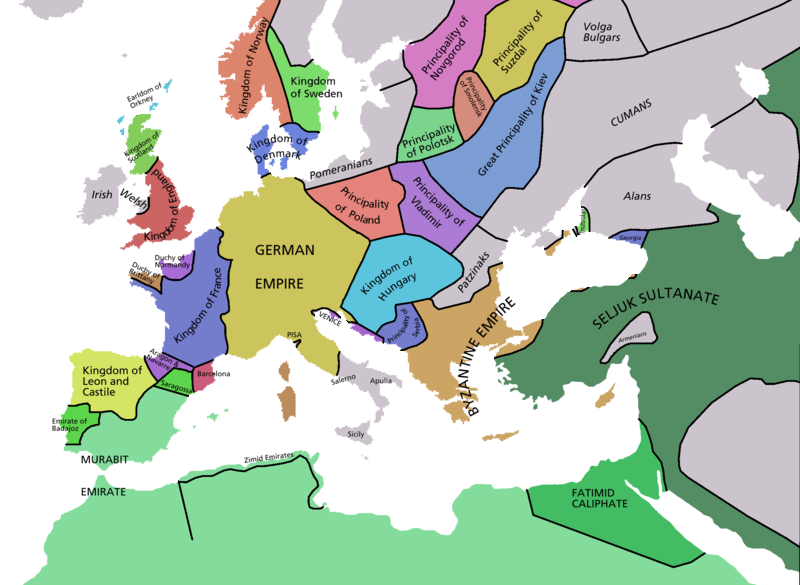
Great Seljuk Empire (dark green) and neighboring states, circa 1090

在突厥人迁入之前，安纳托利亚的人口在后罗马时期大约达到120万至140万。

## 资料来源
- Bevan, Edwyn Robert (1902). The House of Seleucus. E. Arnold.
- Botsford, George Willis (1922). Hellenic History. The Macmillan Company.
- Bury, John Bagnell (1913). A History of Greece to the Death of Alexander the Great. Macmillan.
- Duncker, Max (1879). The History of Antiquity, Volume III. Richard Bentley & Son.
- Freeman, Charles (1999). Egypt, Greece and Rome: Civilizations of the Ancient Mediterranean. Oxford University Press. ISBN 0198721943.
- Hornblower, Simon; Antony Spawforth (1996). The Oxford Classical Dictionary. Oxford University Press.
- Marek, Christian (2010), Geschichte Kleinasiens in der Antike  C. H. Beck, Munich,  ISBN 9783406598531 (review: M. Weiskopf, Bryn Mawr Classical Review 2010.08.13).
- Mommsen, Theodor (1906). The History of Rome: The Provinces, from Caesar to Diocletian. Charles Scribner's Sons.
- Ramsay, W.M. (1904). The Letters to the Seven Churches of Asia. Hodder & Stoughton.